# ارتش آزادی‌بخش ملی زاپاتیستا
ارتش رهایی‌بخش ملی زاپاتیستا (Ejército Zapatista de Liberación Nacional, EZLN) یک گروه چپگرای انقلابی است که در بعد شبه نظامی و سیاسی فعالیت دارد. این گروه در ایالت چیاپاس واقع در جنوب مکزیک تأسیس شده‌است.

## تاریخچه
توافقنامه تجارت آزاد بین آمریکا، مکزیک و کانادا (نفتا) که به توقف رشد اقتصادی در این کشور آمریکای لاتینی انجامید با امضای «کارلوس سالیناس د گورتاری» رئیس‌جمهور سابق مکزیک اول ژانویه ۱۹۹۴(۱۱ دی ۱۳۷۲) آغاز شد که به اتخاذ سیاست‌های نئولیبرالی در مکزیک صورت گرفت و این کشور را با تغییر رویکرد سیاستمداران خود در قبال رشد اقتصادی روبرو ساخت و بسیاری از سیاست‌های صنعتی و توسعه محور در این کشور حذف و نقش سرمایه‌گذاری‌ها و تجارت‌های بی نظم بین‌المللی در این کشور بیشتر شد و سیاست‌های پولی و مالی نیز در این کشور تشدید یافت.
از سال ۱۹۹۴، این گروه با هجوم نظامی، پارلمانی و اقتصادی دولت مکزیک به ایالت چیاپاس با این دولت اعلام جنگ کرد. این جنگ عمدتاً ماهیت تدافعی داشت. در سال‌های اخیر، فعالان جنبش بر روی استراتژی مقاومت مدنی تمرکز داشته‌اند. بدنهٔ اصلی جنبش زاپاتیستا از افراد بومی ساکن در مناطق روستایی تشکیل شده‌است. با این حال حامیان جنبش در مناطق شهری همین‌طور در سطح بین‌المللی نیز به فعالیت می‌پردازند. سخنگوی اصلی جنبش، فرمانده مارکوس بوده که بر خلاف دیگر سخنگویان زاپاتیستا اصالت مایا ندارد.

### سابقه
این گروه عنوان خود را از امیلیانو زاپاتا رهبر ارتش آزادیبخش جنوب در جریان انقلاب مکزیک وام گرفته‌است. زاپاتیستا میراث فکری خود را وابسته یه امیلیانو زاپاتا می‌دانند. برای نمایش الهام بخشی این شخصیت در اکثر روستاهای زاپاتیستا تصویر او به همراه چه گوآرا و فرمانده مارکوس بر دیوارها نقاشی شده‌است.

### ایدئولوژی
با وجود آنکه ایدئولوژی زاپاتیستا را می‌توان سوسیالیزم لیبرتارین دانست که در خیلی از جهات باورهای آنارشیستی و مارکسیستی در آن نمود می‌یابد، اما فعالان زاپاتیستا این ادعا را نمی‌پذیرند. زاپاتیستا قرارگرفتن در دسته‌بندی‌های سیاسی را رد می‌کند. در عوض به حفظ تمایز عقیدتی خود بر مبنای پایبندی به برخی از باورهای کلیدی مربوط تمدن مایا باور دارند. زاپاتیستا خود را بخشی از جنبش ضد جهانی سازی و ضد نئولیبرالیسم می‌دانند و خواهان کنترل منابع محلی به ویژه زمین به دست بومیان می‌باشند.

### محل استقرار
۷ شهر ایالت جنوبی «چیاپاس» که از فقیرترین ایالت‌ها در مکزیک است توسط ارتش زاپاتیستا تشکیل شده از جوامع مختلف بومی مایاها با کلاهی بر سر و پوشاندن صورت که تنها چشمان آن‌ها بیرون بود تصرف شد.

## فعالیت‌ها
دولت مکزیک نیروهای ارتش و مذاکره کنندگانی را بعد از شورش ارتش آزادیبخش ملی «زاپاتیستا» به ایالت «چیاپاس» فرستاد و توافقنامه‌های سان آندرس را در سال ۱۹۹۶ بعد از چندین سال امضا کردند، این توافقنامه‌ها در مورد تضمین برقراری برابری حقوق برای مردم بومی مکزیک بود.
عملکرد مقامات مکزیک با نادیده گرفته و حتی نقض اجرای این توافقنامه‌ها باعث شد روش‌های گوناگونی از مبارزه و مقاومت را ارتش آزادی‌بخش ملی «زاپاتیستا» از آن به بعد در پیش بگیرد.
بعد از برخوردهایی که ارتش مکزیک در سال ۱۹۹۶ علیه خیزش زاپاتیستا انجام داد، فعالان این جنبش فعالیت مسلحانه را به حالت تعلیق درآورده و در عوض جلب حمایت در داخل مکزیک همچنین در سطح بین‌المللی را در برنامهٔ خود قرار دادند. زاپاتیستا با راه اندازی یک کمپین آنلاین موفق به معرفی چالش‌ها و برنامه‌های خود به افکار عمومی شدند. اتخاذ این رویکرد از سوی زاپاتیستا تأثیر بسزایی در جلب حمایت از این جنبش داشته‌است.

## باورها
جنبش زاپاتیستا، یعنی نئوزاپاتیسم ترکیبی از سنت‌های مایایی با اصول سوسیالیزم لیبرتارین، آنارشیسم و مارکسیسم است. تأثیر تاریخی آنارشیست‌های مکزیکی و سوسیالیست‌های آمریکای لاتین بر جنبش نئوزاپاتیست محرز است. جایگاه فرمانده مارکوس ویژگی‌های مارکسیستی را به این حرکت می‌افزاید. یکی از شعارهای اصلی زاپاستیتا در هماهنگی کامل با شعار همکاری مشترک قرار دارد: «برای همه، همه چیز. برای خودمان هیچ‌چیز.»
زاپاتیستا مخالف جهانی‌سازی اقتصاد است. به عقیده آن‌ها جهانی‌سازی به‌طور جدی و گسترده بر زندگی روستایی و پایه‌های بومی آن همچنین انسان‌های استثمار شده در سراسر جهان تأثیر منفی خواهد گذاشت. به باور این گروه رهایی‌بخش امضای تفاهم‌نامه NAFTA به نقض ماده ۲۷، تبصره پنج قانون اساسی مکزیک منجر می‌شود که بازپرداخت زمین به بومیان را در سراسر مکزیک تضمین می‌کند.
یکی از اصول کلیدی ایدئولوژی زاپاتیستا، تشویق به سیاست‌ورزی به شیوهٔ مشارکتی است که در آن امور از «پایین به بالا» و نه «بالا به پایین» انجام می‌گیرد. زاپاتیستا نظام سیاسی معاصر مکزیک را به قطع ارتباط با مردم و خواسته‌های آن‌ها متهم می‌کند. به باور زاپاتیستا این یک نقص ذاتی این نظام سیاسی است. در مقابل زاپاتیستا خواهان تقویت نظامی است که در آن دموکراسی مشارکتی یا دموکراسی رادیکال از طریق محدودسازی مدت تصدی‌گری مسئولین امور به دو هفته، عدم استفاده از رهبران سازمان‌یافته مشخص و دخالتگری پیوسته مردم در مسیر اتخاذ تصمیمات، ترسیم استراتژی‌ها و دورنماهای حرکت محقق شود. فرمانده مارکوس بارها گفته‌است: «فرمانده واقعی من مردم هستند.» برای تطبیق با این اصل، زاپاتیستا حزب سیاسی نیست. آن‌ها به دنبال تأسیس دفتر در نقاط مختلف کشور نیستند. چرا که این عمل به ثبیت نظام سیاسی از طریق کسب قدرت از سوی اجزای خود منجر می‌شود. در عوض آن‌ها به دنبال تعریف دوباره و مفهوم‌سازی مجدد نظام سیاسی هستند. 

### قوانین انقلابی مربوط به زنان
از اولین اعلام موجودیت در جنگل‌های لوکاندن در ژانویه ،۱۹۹۴ ارتش آزادیبخش زاپاتیستا قوانین انقلابی خود در حوزه زنان را به شرح زیر را به اطلاع مردم، دولت مکزیک و جهانیان رساند:
1. زنان فارغ از نژاد، عقیده، رنگ و وابستگی سیاسی حق دارند به اندازه میل و استعداد خود به هر عنوان که می‌خواهند در امور انقلابی مشارکت داشته باشند.
  1. زنان حق اشتغال و دریافت مزد عادلانه دارند.
  2. زنان حق دارند خود در مورد شمار فرزندانی که به دنیا می‌آورند یا پرورش می‌دهند تصمیم بگیرند.
  3. زنان حق دارند چنانچه به صورت آزاد و دموکراتیک در انتخابات پذیرفته شوند، در امور جمعی خود مشارکت کرده و مسئولیت قبول کنند.
  4. زنان و فرزندان آن‌ها حق دارند ازمراقبت‌های اولیه در خصوص دریافت خدمات بهداشتی و مواد غذایی بهره‌مند شوند.
  5. زنان حق تحصیل دارند.
  6. زنان حق دارند شریک زندگی را خود انتخاب کنند یا یک رابطه را نپذیرند.
  7. زنان حق دارند از هر نوع خشونت چه از سوی بستگان و چه از طرف افراد ناآشنا مصونیت داشته باشند.
  8. زنان می‌توانند در مسند رهبری جامعه قرار بگیرند و در سلسله مراتب نظامی وابسته به نیروهای انقلابی درجه و جایگاه کسب کنند.
  9. تمام تعهدات و حقوق مندرج در قوانین انقلابی مشمول زنان نیز می‌شود.